# Manuel Fernández de Castro
Manuel Fernández de Castro y Menéndez Hevia (Oviedo, 1834 - Mondoñedo, Lugo, 1905) va ser un religiós i escriptor asturià, autor, entre altres obres, de la traducció a l'asturià de l'Evangeli de Mateu, publicat a Londres el 1861. Fernández de Castro y Menéndez Hevia va ser catedràtic de llatí en el Seminari Conciliar d'Oviedo. Es va doctorar en teologia i va ser rector penitenciari de la Catedral d'Oviedo, així com fundador del Catecismo de Oviedo. En 1889 va ser nomenat bisbe de Mondoñedo, on va començar el seminari de la diòcesi i el catecisme. Mentrestant, va mantenir una activitat periodística en el diari carlí La Unidad, juntament amb bastants dirigents d'aquest partit a Astúries. També va traduir del llatí diferents textos religiosos. A més, va escriure sobre temes de teologia moral en diverses revistes eclesiàstiques espanyoles i va publicar dos llibres sobre catequesi. En asturià va publicar abundants poemes amb els quals va assolir certa popularitat.
La seva labor va arribar el màxim reconeixement amb la traducció a l'asturià de l'Evangeli de Sant Mateu, així com la butlla del Papa Pius IX Ineffabilis, de 1854, en la qual es defineix el misteri de la Immaculada Concepció de Maria. D'aquella primera edició de l'Evangeli se'n va editar 200 exemplars, dels quals només se'n conserven tres en l'actualitat. Un es troba en la Biblioteca Nacional de Madrid. Els altres dos estan en mans privades. La traducció de la butlla està al Vaticà, on es va enviar en un còdex, regal de l'Estat espanyol, i que conté la Ineffabilis en les seves versions en asturià, basc, gallec i català.